# Teoria de les intel·ligències múltiples
La teoria de les intel·ligències múltiples proposa la classificació de la intel·ligència humana en diferents intel·ligències específiques, en comptes de definir intel·ligència com una habilitat general única. La teoria ha estat criticada per la manca d'evidència empírica, la seva dependència a valoracions subjectives i la seva naturalesa no científica, essent considerada un "neuromite".
La teoria de les intel·ligències múltiples va ser inicialment exposada per Howard Gardner el 1983, en la publicació "Frames of Mind" (Estructures de la Ment).
Fins a la data, Howard Gardner i el seu equip interdisciplinar de la Universitat Harvard han identificat vuit intel·ligències diferents: lingüístic-verbal, lògic-matemàtica, visual-espacial, musical, corporal-cinestèsica, intrapersonal, interpersonal i naturalista. Actualment està en procés de configuració una novena, la intel·ligència existencial.

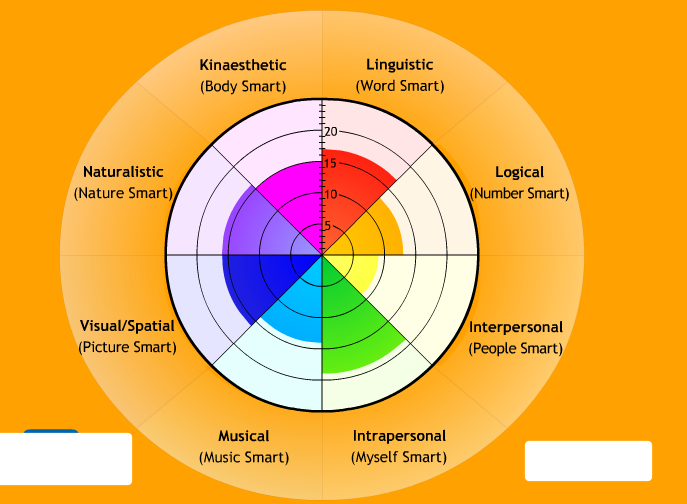

El model de les intel·ligències múltiples és fonamentalment una crítica de la visió psicològica estàndard de que hi ha una intel·ligència única, mesurada adequadament mitjançant el coeficient intel·lectual o altres proves de resposta breu. Contràrfiament, sobre la base de proves de fonts diverses, la teoria afirma que els éssers humans tenen diverses capacitats intel·lectuals tot i que no sempre òbvies. Tot i que algunes crítiques afirmen que aquest model té una base empírica inexistent, la visió de Gardner ha tingut una enorme influència, especialment en el context educatiu.
Les proves i exàmens psicomètrics d'intel·ligència troben de forma general grans correlacions entre diferents aspectes de la intel·ligència, en contraposició a les lleus que prediu la teoria de Gardner, ja que donen suport a la teoria dominant de la intel·ligència general en comptes de múltiples. La teoria ha estat rebuda de forma molt crítica pel corrent principal de la psicologia per la seva manca d'evidències empíriques, i la seva dependència en la valoració subjectiva.

## Definició i criteris
"La intel·ligència és la capacitat per resoldre problemes, per elaborar productes que són de gran valor per un determinat context comunitari o cultural" (Gardner, 1993).
Gardner té una visió pluralista de la ment que consisteix en el reconeixement de moltes facetes diferents de la cognició, té en compte que les persones tenen diferents potencials cognitius i contrasta diversos estils cognitius.
En la intel·ligència hi ha un component genètic, però les potencialitats es desenvoluparan més o menys, depenent de l'ambient, les experiències viscudes, l'educació, la motivació...
Criteris
Els criteris que determinen l'existència d'una intel·ligència autònoma de Gardner (1983-1997)
1. Present en casos de lesions cerebrals específiques
2. Es troben genis, prodigis i imbècils savis
3. Es poden distingir operacions o mecanismes específics
4. Té un desenvolupament particular que arriba fins a un últim nivell de competència en certs casos
5. Pot traçar-se el seu desenvolupament al llarg de l'evolució de la humanitat
6. Sostinguda pels resultats dels estudis experimentals, especialment a propòsit de la transferència
7. Sostinguda pels resultats psicomètrics especialment aquells que el seu objecte és la presència o l'absència de correlacions entre proves (tests)
8. S'expressa en sistemes simbòlics específics.

## Tipus d'intel·ligències[9][10]

### Intel·ligència lingüística
La funció del llenguatge és universal, i el seu desenvolupament és similar en totes les cultures. Es distingeix pel plaer en el llenguatge i la parla. Per tal de potenciar-la s'ha de dedicar temps a la lectura, els elements per escriure, els debats, els diàlegs, les discussions, els contes. Aquesta intel·ligència la tenen aquestes persones que els agrada llegir, escriure, jugar amb les paraules, explicar històries, etc.
Capacitats implicades - Capacitat per comprendre l'ordre i el significat de les paraules en la lectura, l'escriptura, en parlar i escoltar.
Perfils professionals - Líders polítics o religiosos, oradors, poetes, escriptors,etc.

Activitats i materials d'ensenyament que es podrien emprar per desenvolupar aquesta intel·ligència - Debats, escriure diaris, lectura oral, presentacions, llibres, computadores, gravadores, entre d'altres.

### Intel·ligència musical
Facilitat en la composició, la interpretació, la transformació i la valoració de tota mena de música i sons.
Capacitats implicades - Capacitat per escoltar, cantar, tocar instruments així com analitzar so en general.
Perfils professionals - Músics, compositors, crítics musicals, tècnics de so, amants de la música, DJ, etc.
Activitats i materials d'ensenyament que es podrien emprar per desenvolupar aquesta intel·ligència - Cantar, tocar instruments, escoltar música, assistir a concerts, cintes de música, etc.

### Intel·ligència lògic-matemàtica
Es manifesta per la facilitat en l'elaboració de qüestions que involucrin càlculs, per la capacitat de percebre la geometria als espais recorreguts i per la satisfacció expressa en la solució de problemes lògics. Es percep també en la sensibilitat i capacitat per destriar patrons numèrics o lògics.. Es distingeix per les elevades  habilitats en la resolució de problemes lògics i en les matemàtiques així com la capacitat científica. Aquells que la posseeixen, es fa les preguntes del "per què" i el "com", raonen sobre les coses, volen saber el que passarà i pensen de forma seqüencial. Es correspon amb el mode de pensament de l'hemisferi lògic i amb el que la cultura occidental ha considerat com l'única intel·ligència.En els éssers humans dotats d'aquesta forma d'intel·ligència, el procés de resolució de problemes abstractes sovint és extraordinàriament ràpid.
Capacitats implicades - Capacitat per identificar models abstractes en el sentit estrictament matemàtic, calcular numèricament, formular i verificar hipòtesi, utilitzar el mètode científic i els raonaments inductiu i deductiu.
Perfils professionals - Economistes, enginyers, científics, matemàtics, comptadors, etc.
Activitats i materials d'ensenyament que es podrien emprar per desenvolupar aquesta intel·ligència - Resolució de problemes abstractes, càlculs mentals, joc amb nombres, calculadores, entrevistes quantitatives, etc.

### Intel·ligència espacial
Consisteix a formar un model mental del món en tres dimensions, pensen en imatges, en espais i en superfícies.
Capacitats implicades - Capacitat per presentar idees visualment, crear imatges mentals, percebre detalls visuals, dibuixar i confeccionar esbossos.
Perfils professionals - Artistes, fotògrafs, arquitectes, dissenyadors, publicistes, etc.
Activitats i materials d'ensenyament que es podrien emprar per desenvolupar aquesta intel·ligència - Activitats artístiques, mapes mentals, visualitzacions, metàfores, vídeos, gràfics, mapes, jocs de construcció,etc.

### Intel·ligència corporal-cinestèsica
És la capacitat d'utilitzar el mateix cos per realitzar activitats o resoldre problemes. Consisteix a formar un model mental del món en tres dimensions, pensen en imatges, en espais i en superfícies.
La consideració del coneixement cinètic corporal com a "apte per a la solució de problemes" pot ser menys intuïtiva; no obstant això, utilitzar el cos per expressar emocions (dansa), competir (esports) o crear (arts plàstiques), constitueixen evidències de la dimensió cognitiva de l'ús corporal.
Capacitats implicades: Capacitat per realitzar activitats que requereixen força, rapidesa, flexibilitat, coordinació òculo-manual i equilibri.
Perfils professionals: Escultors, cirurgians, actors, models, ballarins, esportistes, monitors/es esportius, etc.
Activitats i materials d'ensenyament que es podrien emprar per desenvolupar aquesta intel·ligència - Treballs manuals, teatre, dansa, relaxació, materials tàctils, esports, etc.

### Intel·ligència interpersonal
És la capacitat de comprendre i entendre altres persones i treballar eficientment amb elles.
La intel·ligència interpersonal es constitueix a partir de la capacitat nuclear per sentir distincions entre els altres, en particular, contrastos en els seus estats d'ànim, temperament, motivacions i intencions. Aquesta intel·ligència permet a un adult hàbil llegir les intencions i els desitjos dels altres, encara que els hi hagin ocultat. Aquesta capacitat es dona de forma molt sofisticada en els líders religiosos, polítics, terapeutes i mestres. Aquesta forma d'intel·ligència no depèn necessàriament del llenguatge.
Capacitats implicades - Treballar amb gent, ajudar a les persones a identificar i superar problemes.
Perfils professionals - Administradors, advocats, docents, psicòlegs, terapeutes, Coach, persones que es dediquen al desenvulopament personal 
Activitats i materials d'ensenyament que es podrien emprar per desenvolupar aquesta intel·ligència - Aprenentatge cooperatiu, tutories, jocs de taula, materials per a teatre, eines d'autoconeixement, etc.

### Intel·ligència intrapersonal
La intel·ligència intrapersonal és el coneixement dels aspectes interns d'una persona: l'accés a la pròpia vida emocional i posar-los un nom i recórrer a elles com a mitjà d'interpretar i orientar la pròpia conducta. Les persones que posseeixen una intel·ligència intrapersonal notable posseeixen models viables i eficaços de si mateixos. Però en ser aquesta forma d'intel·ligència la més privada de totes, requereix altres formes expressives perquè pugui ser observada en funcionament. La intel·ligència interpersonal permet comprendre i treballar amb els altres; la intrapersonal, en canvi, permet comprendre's millor i treballar amb un mateix. En el sentit individual d'un mateix, és possible trobar una mescla de components intrapersonal i interpersonals.
El sentit d'un mateix és una de les més notables invencions humanes: simbolitza tota la informació possible respecte a una persona i què és. Es tracta d'una invenció que tots els individus construeixen per a si mateixos.
Capacitats implicades - Autoconeixement, capacitat per plantejar-se metes, avaluar habilitats i desavantatges personals, controlar el pensament propi, gestionar les emocions...
Perfils professionals - Individus madurs que tenen un autoconeixement ric i profund.
Activitats i materials d'ensenyament que es podrien emprar per desenvolupar aquesta intel·ligència - Instrucció individualitzada, activitats d'autoestima, redacció de diaris, projectes individuals, meditació, pràctiques de ioga, entre d'altres.

### Intel·ligència naturalista
En 1995, es va afegir aquest tipus d'intel·ligència. És la capacitat que tenim per distingir, classificar i utilitzar elements naturals. Aquesta intel·ligència la utilitzem quan observem la naturalesa o els elements que es troben al nostre al voltant. Es descriu com la competència per percebre les relacions que existeixen entre diverses espècies o grups d'objectes i persones, així com reconèixer i establir si existeixen distincions i semblances entre ells.
Capacitats implicades - observar, identificar i classificar als membres d'un grup o espècie, i fins i tot, per descobrir noves espècies. El seu camp d'observació més afí és el món natural, on poden reconèixer flora, fauna i utilitzar productivament les seves habilitats en activitats de caça, ciències biològiques i conservació de la naturalesa, però pot ser aplicada també en qualsevol àmbit del saber i la cultura.
Activitats i materials d'ensenyament que es podrien emprar per desenvolupar aquesta intel·ligència - observant cada detall de la nostra naturalesa i estar més en contacte amb ella per mitjà d'exploracions i excursions per conèixer més els elements del nostre planeta.
Perfils professionals - persones que s'encarreguen d'experimentar i observar el nostre entorn natural, són els biòlegs, ambientalistes, veterinaris...

### (Intel·ligència existencial)
S'investiga l'existència d'una novena intel·ligència múltiple, es tractaria de la denominada "existencial", la que se sumaria a les vuit que s'han descobert fins al moment. Tracta de saber valorar a les altres persones tal com són sense tenir cap prejudici.

## Aplicació en l'escola
Avui dia, a les escoles, s'està començant a implantar aquest nou mètode d'aprenentatge, en què es dona més importància a les capacitats individuals de la persona, ja que tots no tenim les mateixes habilitats en segons quines activitats. Amb aquest nou mètode d'aprenentatge, es propicia la creativitat i la col·laboració a partir del joc.
Per identificar aquestes capacitats, el professorat les ha de valorar amb l'observació i la documentació.
Segons la Unesco, "cada nen té unes característiques pròpies, per això s'ha de dissenyar un sistema educatiu que tingui en compte les diferents habilitats i necessitats d'aquests".
L'any 2000, Thomas Armstrong, proposà recursos per tal de poder avaluar les intel·ligències múltiples dels infants a les escoles: 
- L'observació permet observar si un infant es desenvolupa millor en la parla o en el moviment.
- És necessari que el professor faci anotacions sobre els alumnes.
- El professor pot cercar informes escolars d'anys anteriors per veure quines habilitats desenvolupa millor l'alumne.
- El professor hauria d'elaborar documents amb imatges.
- La comunicació amb altres professors i especialistes que treballen les intel·ligències múltiples més específicament.
- La comunicació amb els pares, ja que són els que coneixen més el desenvolupament i les capacitats dels seus fills.
- La comunicació amb els mateixos alumnes.
- L'organització d'activitats especials permet avaluar les diferents intel·ligències.

### Avantatges d'aquesta aplicació
Molts són els avantatges de l'aplicació d'aquesta teoria en l'escola. A continuació en detallarem alguns:
- Motivem l'alumnat: el mestre o la mestra pot captar l'atenció dels alumnes de forma més ràpida i més eficaç, podent treballar activitats o projectes que treballen més d'una intel·ligència a la vegada. També augmentem l'autoestima i millorem el clima de treball a les aules.
- Personalitzem l'aprenentatge: si sabem la intel·ligència que té el xiquet o la xiqueta, podrem adaptar el procés d'ensenyament-aprenentatge a les seues capacitats, interessos, motivacions, entre d'altres. D'aquesta manera també estarem adaptant-nos i donant suport a la diversitat de l'aula.
- Potenciem moltes habilitats i destreses: mentre treballem les IIMM també treballem moltes habilitats i destreses, com per exemple la creativitat, la presa de decisions, la lògica, les habilitats socials i la resolució de problemes.
- Ensenyem a aprendre a aprendre: no sols es tracta d'aprendre matemàtiques o llengua (o d'altres), sinó que hem d'ajudar a l'alumnat a ser el protagonista del seu procés d'ensenyament, han de ser capaços de construir el seu propi aprenentatge.
- Proporcionem un aprenentatge més real i complet: treballant segons la intel·ligència de cada xiquet/a ajudem a què siguen conscients de quins són els seus punts forts i els punts dèbils: descobreixen que els agrada, que els motiva i com aprenen millor.
- Aconseguim resultats més significatius: si aconseguim que l'alumnat siga capaç d'expressar el que ha pogut aprendre, com a mestres podrem obtenir unes dades molt més properes a la realitat dels xiquets i xiquetes i en conseqüència, una avaluació dels seus resultats molt més precisa.

## Crítiques[16]
La teoria de les intel·ligències múltiples ha estat àmpliament criticada per la psicologia científica per la seva falta d'evidències, i perquè és una teoria que depèn del judici subjectiu.

### Definició d'intel·ligència
Una de les majors crítiques realitzades a la teoria de les intel·ligències múltiples és que és una teoria ad hoc: Gardner no està interessat a aprofundir i expandir el concepte d'intel·ligència, sinó que prefereix negar per complet el concepte tradicional d'intel·ligència. Per tant, utilitza la paraula "intel·ligència" on en realitat vol referir-se a "habilitats" o "aptituds". Ha estat criticat per psicòlegs científics molt importants com Robert J. Sternberg, Eysenk, i Scarr. El criteri de selecció i aplicació que realitza Gardner per triar quines són les intel·ligències no parteix d'una recerca, sinó de part d'un criteri subjectiu i arbitrari.

### Test d'intel·ligència
Gardner afirma que els test d'intel·ligència només mesuren la intel·ligència logicomatemàtica i lingüística. Assenyala que és important realitzar nous test que siguin capaços d'avaluar la intel·ligència d'una manera més justa. Mentre que les proves tradicionals de llapis i paper afavoreixen les habilitats lògiques i lingüístiques, Gardner proposa que s'han de fer noves proves que diferenciïn diferents modalitats de pensament.
No obstant això, aquesta crítica de Gardner cap als test d'intel·ligència és resposta pel psicòleg Kauffman. No és cert que les proves d'intel·ligència es basin únicament en qüestionaris de llapis i paper. Des de fa 70 anys s'avalua la capacitat espacial, visual, i manipulativa. Els tests d'intel·ligència resum dels resultats amb una única puntuació, però aquesta puntuació es pot desglossar en diferents puntuacions a través de les quals s'ha obtingut.